# Clubul Atletic Oradea
El Clubul Atletic Oradea fou un club de futbol romanès de la ciutat d'Oradea. Va ser dissolt el 1963.

## Evolució del nom
Durant la seva existencia el club s'ha anomenat:
- 1910 - CA Oradea
- 1940 - Nagyváradi Atlétikai Club (NAC)
- 1945 - Libertatea Oradea
- 1948 - Întreprinderea Comunala Oradea (ICO)
- 1951 - Progresul Oradea
- 1958 - CS Oradea
- 1961 - Crișana Oradea

## Palmarès
- Lliga romanesa de futbol (1): 1948-49
- Campionat hongarès de futbol (1): 1943-44
- Copa romanesa de futbol (1): 1956
- Segona divisió romanesa de futbol (2): 1955, 1961-62

## Jugadors destacats
- Elemér Berkessy
- Iuliu Bodola
- Gyula Lóránt
- Francisc Rónnay
- Nicolae Simatoc
- Gheorghe Váczi
- Mircea David
- Iosif Petschovschi